# مايك فلانغن
مايك فلانغن (بالإنجليزية: Mike Flanagan)‏ (9 نوفمبر 1952 في المملكة المتحدة - ) هو مدرب كرة قدم ولاعب كرة قدم بريطاني في مركز الهجوم. شارك مع منتخب إنجلترا لكرة القدم الرديف. أما مع النوادي، فقد لعب مع تشارلتون أثلتيك وكامبريدج يونايتد وكريستال بالاس وكوينز بارك رينجرز ونيوإنغلند تي من ‏.

## وصلات خارجية
- مايك فلانغن على موقع قاعدة بيانات كرة القدم.إي يو (الإنجليزية)
- مايك فلانغن على موقع Soccerbase.com (لاعب) (الإنجليزية)
- مايك فلانغن على موقع عالم كرة القدم.نت (الإنجليزية)